# 게이 프라이드

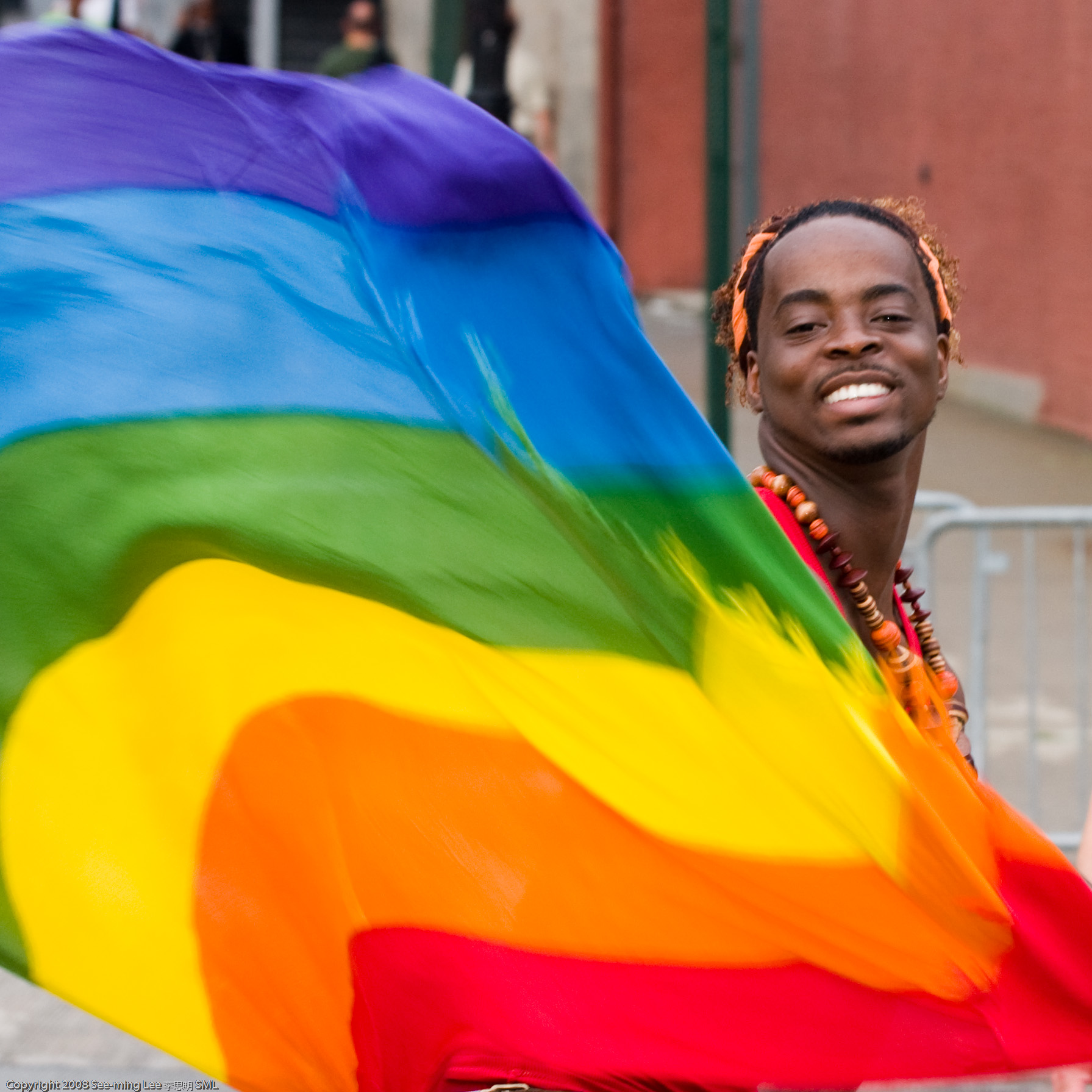
무지개 깃발을 흔드는 사람 (2008년 뉴욕)

게이 프라이드(Gay pride)는 LGBT인 사람들이 가지고 있는 자긍심이다. 주로 게이 퍼레이드 등에서 표출된다.

## 같이 보기
- 성소수자 상징
- 프라이드 플래그